# جائزة الموسيقى الأمريكية
جوائز الموسيقى الأمريكية (بالإنجليزية: American Music Awards)‏ هي جائزة سنوية تقام عادة خلال شهر نوفمبر أسسها ديك كلارك سنة 1973 لصالح قنوات (ABC) وهي تعتبر أحد الجوائز الموسيقية السنوية الأربعة الكبرى في الولايات المتحدة الأمريكية، (الجوائز الأخرى هي جوائز الغرامي وجوائز بيلبورد الموسيقية (BMA) وحفل تنصيب قاعة مشاهير الروك أند رول (Rock and Roll Hall of Fame Induction Ceremony).
تقسم جائزة الموسيقى الأمريكية إلى سبعة فئات رئيسية:
1. بوب / روك
2. كنتري
3. ر&ب
4. راب / هيب هوب
5. موسيقى معاصرة (Contemporary)
6. موسيقى بديلة (Alternative)
7. لاتيني

وقد تضاف أحيانا فئات أخرى تختلف من سنة لأخرى.
تم إقامة أول حفل لجوائز الموسيقى الأمريكية عام 1974 وأكثر عدد من الجوائز حصل عليها مغني واحد عبر تاريخه هو مايكل جاكسون حيث حصل على 28 جائزة أما أكثر عدد من الجوائز خلال سنة واحدة حصل عليها هو أيضا حيث حصل على 8 جوائز عن ألبومه Thriller.

## التاريخ
تم تأسيس «جوائز الموسيقى الأمريكية» تحديدا في عام 1972 من قبل الإعلامي الأمريكي ديك كلارك لتكون بذلك ثاني جوائز الموسيقى في الولايات المتحدة وقد كانت نشأتها كتعويض لامتلاك شبكة قنوات CBC الأمريكية حقوق جوائز الغرامي فكان لابد من إنشاء جائزة تتبع قنوات ABC.أول الضيوف الذين قدموا الجائزة في نسختها الأولي هم كل مايكل جاكسون ودوني أوسموند و «رودني ألان ريبي» و «ريكي سيغال» في النسخة الثانية للجائزة سنة 1974.في عام 2014 إمتلكت قنوات تيلميندو حقوق إنشاء نسخة باللغة إسبانية من الجوائز وفي العام الموالي 2015 وقع تكوين جائزة تعني بالموسيقى اللاتينية وهي الجائزة اللاتينية للموسيقى الأمريكية.

## الإحتفالات
| التاريخ    | الضيوف                     | مكانها          |
| ---------- | -------------------------- | --------------- |
| 17/1/2000  | نورم ماكدونالد             | شرين أوديتوريوم |
| 8/1/2001   | بريتني سبيرز، إل إل كول جي | شرين أوديتوريوم |
| 9/1/2002   | جيني ماكارثي، شون كومبس    | شرين أوديتوريوم |
| 13/1/2003  | جيمي كيميل                 | شرين أوديتوريوم |
| 16/11/2003 | جيمي كيميل                 | شرين أوديتوريوم |
| 14/11/2004 |                            | شرين أوديتوريوم |
| 22/11/2005 |                            | شرين أوديتوريوم |
| 21/11/2006 |                            | شرين أوديتوريوم |
| 18/11/2007 |                            | مسرح مايكروسوفت |
| 23/11/2008 |                            | مسرح مايكروسوفت |
| 22/11/2009 |                            | مسرح مايكروسوفت |
| 21/11/2010 |                            | مسرح مايكروسوفت |
| 20/11/2011 |                            | مسرح مايكروسوفت |
| 18/11/2012 |                            | مسرح مايكروسوفت |
| 24/11/2013 | بيتبول                     | مسرح مايكروسوفت |
| 23/11/2014 | بيتبول                     | مسرح مايكروسوفت |
| 22/11/2015 | جينيفر لوبيز               | مسرح مايكروسوفت |
| 20/11/2016 | جيجي حديد                  | مسرح مايكروسوفت |
| 19/11/2017 | تريسي إليس روس             | مسرح مايكروسوفت |

## وصلات خارجية
- جائزة الموسيقى الأمريكية على موقع IMDb (الإنجليزية)
- جائزة الموسيقى الأمريكية على موقع ميتاكريتيك (الإنجليزية)
- جائزة الموسيقى الأمريكية على موقع ميوزك برينز (الإنجليزية)
- الموقع الرسمي